# Пітер Байфорд
Пітер Байфорд (Peter «Biff» Byford; 15 січня 1951) — британський рок-вокаліст, учасник і засновник гурту Saxon. 
Усю свою музичну кар'єру присвятив роботі зі своїм гуртом, що заснував 1976 року. Також працював з гуртами Helloween, Fastway, Destruction.